# ガーバーフォーマット
ガーバーフォーマット(Gerber Format)は、プリント基板の設計や製造で使用されるファイルフォーマットのひとつである。プリント基板の配線パターンやソルダーマスクならびにシンボルマークといった諸々のイメージに加えて、ドリルやルーターの加工のデータが格納される。プリント基板の設計工程から製造工程へデータを受け渡すファイルフォーマットの業界標準である。
ガーバーフォーマットは、ジョセフ·ガーバーによって設立されたGerber Systemsによって、Gコードをベースに開発され、公開された。Gerber Systems は1998年に Barco ETS により買収され、現在は Ucamco (2008年に改称)がガーバーフォーマットを引き継ぎ、仕様を断続的に改訂し公開している。  現行のガーバーフォーマット仕様は、2017年3月発行のリビジョンであり、仕様書はUcamco社のダウンロードページからダウンロードできる。
当初は Gerber Systems 社独自のフォトプロッターのための形式であったが仕様公開されたことにより業界標準として広がった。今日 RS-274-D は、（厳密にはそのサブセットが）”標準ガーバー”と呼ばれることがある。
プリント基板のデータは、開口部などの込み入った形状を表す必要があるが、RS-274-Dは形状情報のために別ファイルを必要とする。また、矩形のように単純な形状の定義も無く、矩形を多数の点や線で埋めて表すため、データ量が多大になるという問題があった。これらの欠点を改良するために登場したのが”拡張ガーバー”と呼ばれるRS-274Xである。RS-274Xの登場以降は、旧版であるRS-274-Dの使用は推奨されていない。

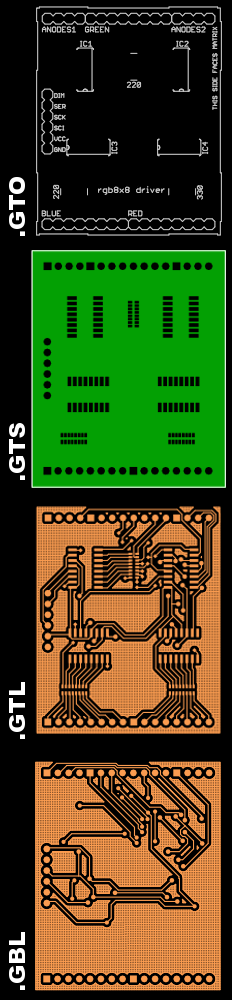
ガーバーにおける層の例：プリント基板のトップオーバーレイ(legend)、トップソルダーレジスト(protective film)、ボトムレイヤの銅トレースを示す

## RS-274-D
RS-274-D は、元々は1980年のGコードの最終版のことであり、同年にGerber Systemsが公開したガーバーフォーマットもこのGコードの版名で呼ばれている。
ガーバーフォーマットはGコードのサブセットを拡張したもので、元来は一種の2次元NC（数値制御）マシンであるベクトル式フォトプロッターのための形式であり、そのサブセットがプリント基板に使われている。後に登場するRS-274Xが拡張ガーバーフォーマットと呼ばれることに対し、RS-274-Dは標準ガーバーフォーマットとよばれることがある。
※ 日本では「1979年に米国電子工業会(EIA)によりRS-274-Dとして規格化された」と説明されることがあるが実際のEIAによる規格化と標準ガーバーの公開はどちらも1980年。
ASCIIフォーマットで、コマンドとX/Y座標から構成される。
```
D11*
X1785250Y2173980D02*
X1796650Y2177730D01*
X1785250Y2181480D01*
X1796650Y2184580D01*
D12*
X3421095Y1407208D03*
X3422388Y1406150D03*
M02*
```

RS-274-Dは、ベクトル式のフォトプロッターを動かす目的で1960年代～1970年代に開発されたが、現在、フォトプロッターは全てラスター式に置き換わった。RS-274-Dファイルは、それ自体が画像を描写しているわけではない。座標情報やアパーチャ(基本的な形状物。PDFファイルにおけるフォントのようなもの)の定義情報は持ってはいない。座標情報やアパーチャは、プロッターを操作するオペレーターの手でマニュアル設定することが前提であった。一般的に自由書式のテキストファイルに記述し、これが「アパーチャファイル」や「ホイールファイル (wheel file)」のように呼ばれていた。このアパーチャファイルは人が読むことを前提としただけで、標準規格はなかった。このため、EDAソフトウェア毎もしくは設計者毎に、独自のレイアウトや独自の命名規則でアパーチャファイルを作成し、基板製造サイドではそれを解読しマニュアルで自分達のCAMシステムに入力しなければならなかった。
RS-274-Dが持つ画像化の演算子は、数が少なく、とてもシンプルなものだけだったので、人の手によって、描画 ( 塗りやベクトル埋め込み ) などのような複雑で厄介な基板構造化作業が不可欠であった。
RS-274-Dはベクトル式プロッターを動かすのに適し、当時の技術では制限があるが有効なフォーマットだったといえる。人手を介するワークフロー向けに設計されているので、基板設計者から製造サイドへの確実な自動データ転送には不向きであった。
RS-274-DはあくまでNC(数値制御)に適した規格であって、画像描写に適した規格ではなかった。従って、アパーチャファイルなしでは成り立たなかった。しかしそのアパーチャファイルに規格がなく、次第にRS-274-Dは革新が求められることになっていく。

## RS-274X
RS-274X ガーバーフォーマット(拡張ガーバーやXガーバーとも呼ばれる)は、2Dで2方向のベクトル画像を描画するフォーマット形式である。現在、PCB業界でスタンダードな画像描画フォーマットであり、確実で自動化されたワークフローが確保される。
RS-274Xは、可読なASCIIフォーマットで、コマンドと座標のシーケンスで構成される。画像の基本的な構成要素は、任意の場所でのラインドロー、定義した形状のフラッシュ(表示)、そして輪郭塗り込み(outline fill)である。またポジ／ネガのグラフィックオブジェクトを組み合わせることができる。
RS-274Xファイルは、基板の画像情報を持ち、他の外部ファイルが不要である。基板画像の結像処理に必要となるオペレータ(演算子)がプログラムされている。どのようなアパーチャ形状でも定義できる。ポジ／ネガいずれのオブジェクトでも結合させることができる。銅パターンに関しては、RS-274-Dのように「塗り(painting)」や「ベクトル埋め込み」をすることなく、指定できる。
【RS-274Xファイルの例】
```
G04 Shorter version of Gerber X2 Example Job 1, created by Filip Vermeire, Ucamco*
%TF.FileFunction,Copper,L4*%
%TF.Part,Single*%
%FSLAX35Y35*%
%MOMM*%
%TA.AperFunction,Conductor*%
%ADD10C,0.15000*%
%TA.AperFunction,ViaPad*%
%ADD11C,0.75000*%
%TA.AperFunction,ComponentPad*%
%ADD12C,1.60000*%
%ADD13C,1.70000*%
%SRX1Y1I0.00000J0.00000*%
G01*
G75*
%LPD*%
D10*
X7664999Y3689998D02*
X8394995D01*
X8439999Y3734999D01*
X9369999D01*
D11*
X7664999Y3689998D03*
X8359999Y1874998D03*
X9882998Y3650498D03*
D12*
X4602988Y7841488D03*
D13*
X10729976Y2062988D03*
X10983976D03*
X11237976D03*
M02*
```

## ガーバーフォーマットの使用
ガーバーファイルは、プリント基板設計用EDAやCADソフトウェアを用いて作成する。作成されたファイルは、基板製造のCAM システムに読み込まれ、基板製造プロセスの各ステップで使用するデータに編集される。また、基板の加工以外にも、基板の仕上がりを検査する自動外観検査機にも使用される。ドリル情報(フラッシュアパーチャなど)に使うことも考えられるが、通常、ドリル情報はExcellonフォーマットが使用される。
RS-274Xはファイル形式として完成度が高く、互換性に優れる。ただし、CADの一部には、RS-274Xの出力機能が不十分なものもみられ、出力されたファイルに文法的なエラーが見つかることがある。また、PCBの要求する仕様に対して数値精度が低すぎることで、丸め誤差のエラーが発生することがある。これについては、ガーバーの出力解像度は、CADの解像度より、少なくとも10倍は高くする必要がある。他に、一部のCADでは、エリアを埋める際にRS-274-Dの様に塗り(painting)で行ったり、パッドをアパーチャ定義ではなく塗りで作成するものがある。塗りであってもファイルとしては問題がないが、製造側で処理する際に煩雑で時間がかかってしまうため、塗りは使わないほうが良いとされる。これらの問題は、RS-274X形式の問題では、CADに起因する問題である。
RS-274Xでは、ファイルが基板のどの層を表すかという規格を設けていない。これは欠点ではなく、ファイル名で層を、ファイル拡張子でフォーマット種類(例:「.GER」=ガーバーデータ）を明確に出来るため、それで十分だと考えられている。しかし、一部の設計者やCADでは、データセットに暗号化したファイル名を用い、別のテキストファイルに層や種類を記録することがある。製造サイドではデータセット内の全てのファイルを閲覧し、製造に必要な情報を探すという作業が伴う。また、拡張子で、層や種類（ガーバーかドリル）を示すケースも見受けられる（例：ボトムレイヤファイルの拡張子を「.BOT」とする）。この場合、製造者はファイルを開き、正しいフォーマット形式を確認する必要がある。PDFという拡張子がポータブル・ドキュメント・フォーマットを示すように、一般的に拡張子がファイル種類を示すことから、拡張子によって層や種類を示すのは好ましくないとされる。
初期版であったRS-274-DフォーマットはRS-274X登場以降、使用される機会は減少したが過去の設計データなどで使用されることがある。RS-274-Dは、テクノロジーの変遷を見据えて設計されたものではなく、さまざまな限界があり、製造者だけでなく設計側にも厄介な構築作業が生じる。それらを補うには手作業が必要となり、よりエラーがおきやすい。
2014年2月にUcamcoは属性を持つガーバーフォーマット（ガーバーバージョン2）を拡張した。属性はガーバーファイルにメタ情報を追加したものである。

これらは画像ファイルと関連した情報、またはこれらの特徴を提供するラベルに類似している。

属性によって伝えられるメタ情報の例：
- おもて面ソルダーマスク、うら面パターン層、など。
- 単一のPCB、配列、テストクーポン、など。
- パッドの機能、定義； SMDパッド、ビアパッド、その基準点、など。

## ガーバーフォーマットの代替フォーマット
銅パターンなどの描画情報とドリルなどの加工情報しか持たないガーバーフォーマットに代わり、ネットリストや部品情報なども組み込んだファイル形式がCADソフトウエア企業などから提案されている。しかし、提案されるフォーマット間でデータの互換性が無く、設計工程から製造工程への情報の伝達ではガーバーフォーマットで必要十分なこともあって、ガーバーフォーマットを置き換えるには至っていない。2017年現在、ODB++フォーマットをサポートするCAD/CAMソフトウエアが増加し、シェアが広がりつつある。
- ODB++: イスラエルの企業Valor Computerized Systems Ltd, Israel が開発。2010年にメンターグラッフィックスが買収し、現在は同社が権利を持つ。
- Fujiko: JPCA-EB02: 三次元実装設計データフォーマット。JPCAが提案し、IEC国際標準規格となった。部品内蔵基板なども対応する。
- DPFフォーマット: 現在バージョン7。Ucamco がリリース。
- IPC-D-350 C: Printed Board Description in Digital Format', 1989. この仕様は1992年に、IEC 61182-1として規格化、2001年に取り下げ。ほとんど使われない。
- The Electronic Design Interchange Format, EDIF: ほとんど使われない。
- GenCAM: IPC-2511A Generic Requirements for Implementation of Product Manufacturing Description Data and Transfer Methodology, 2000. ほとんど使われない。
- GenCAM: IPC-2511B Generic Requirements for Implementation of Product Manufacturing Description Data and Transfer XML Schema Methodology, 2002. ほとんど使われない。
- Offspring: IPC-2581 Generic Requirements for Printed Board Assembly Products Manufacturing Description Data and Transfer Methodology, 2004. ほとんど使われない。
- STEP AP210: ISO 10303-210, Electronic assembly interconnect and packaging design　初版は2001年、第2版は2008年 (to be published)ｘ

## 歴史
ガーバーフォーマットは、もともとEIA RS-274-D仕様のサブセットで、幅広い産業で、メカニカルにNCマシンを制御するために設計されたフォーマットである。EIA RS-274-Dにはサブタイトルがあり、位置決め、輪郭化、輪郭化/位置決めといったマシン制御向けの可変長ブロックデータ互換フォーマット(Interchangeable variable block data format)と言われている。Gerber Scientific Corporationは、これらのコマンドのサブセットを利用して自分達のフォトプロッターを稼動させていた。当時、フォトプロッターは、異なる形状(一般的に円や長方形、その他数種類)や異なるサイズからなる既定アパーチャに限られていた。またアパーチャは、「フラッシュ」アパーチャを使って特定の座標に出現させるか、シャッターを開いたままの状態で「ドロー」アパーチャを使って始点座標から終点座標まで引っ張り、ラインやアークのセグメントを生成させていた。アパーチャの位置を揃える手段はなかった。1つ1つがガラスやフィルム基板上の小さな切抜きであった。プロッターのオペレーターは、デザインをプロットする前に、設計者からの指示書(アパーチャリスト)一式が必要で、それによって各アパーチャをどこに配置するかを把握してから、プロット描画を実行しなくてはならなかった。マシンには多数の不連続なアパーチャポジション番号があるが、通常、その全てを基板にプロットするというわけでもなかった。プロットファイルを作成した人物が、アパーチャリストで指定している位置が実際に有効で、かつプロットファイルと一致していることを確実にする責務があった。 
- 1980年10月27日に、Gerber Systems Corporation は、自社のフォトプロッターを操作する仕様書として、「Gerber Format:a subset of EIA RS-274-D; plot data format reference book」第1版をリリース。

- 1986年、アパーチャのサイズ可変性をサポートし、テーパーラインや任意の範囲で任意サイズの長方形を作成できるように、ガーバーフォーマットを拡張した。現在この機能は使われていない。

- 1980年代、ガーバーフォーマットは、市場のいくつかのフォトプロッターやPCB製造用CAMシステムに採用され、事実上、デファクト・スタンダードになった。

- 1991年4月26日、ラスタースキャン機能の有効性によって、ガーバーフォーマットは、多角形エリアや拡張パラメータにも対応するようになり、ユーザーが直接に異なる形状やサイズのアパーチャを定義でき、銅や多角形は「塗り(painting)」をせずに定義できるようになった。拡張パラメータは、もともと1990年代前半にGerber Systems CorpがAT&T社の打診のもとに設計した。[20]

- ガーバーフォーマットの最新版「Gerber Format: a subset of EIA RS-274-D; plot data format reference book」 は、1993年1月31日にGerber Systems Corporationがリリースした。

- 1997年に、Gerber Systems CorporationはBarco Graphics社（本社所在地：ベルギー　Gent）に買収され、事業が引き継がれた。1998年9月21日、「RS-274X Format User’s Guide」がBarco Graphics社（旧Gerber Systems Corporation）によりリリースされた。現在、Barco Graphics社の PCB 部門は、Ucamco (旧Barco ETS)という名称に変わっている。

- 「RS-274X Format User's Guide」は、2010年12月に更新され、改訂版Gが登場した。[21]
- 「Gerber Format Specification」は、2012年1月に更新され、改訂版Hが登場した。[22]
- 「Gerber Format Specification」は、2013年2月に更新され、改訂版I1が登場した。[23]
- 「Gerber Format Specification」は、2013年4月に更新され、改訂版I2が登場した。[24]
- 「Gerber Format Specification」は、2013年6月に更新され、改訂版I3が登場した。
- 2013年6月に属性でガーバーフォーマットを拡張するという提案を発表した。
- 「Gerber Format Specification」は、2013年11月に更新され、改訂版I4が登場した。[25]
- 「Gerber Format Specification」は、2014年2月に更新され、改訂版J1が登場した。ファイルが表す層としてPCBメタ情報を伝達するために属性を追加した。[26]
- 「Gerber Format Specification」は、2014年6月に更新され、改訂版J2が登場した。[9]

## 参照
1. ↑  Williams, Al (2004), Build your own printed circuit board, McGraw-Hill Professional, p. 121, ISBN 9780071427838 2011年4月2日閲覧。
2. ↑  Schroeder, Chris (1998), Printed circuit board design using AutoCAD, Newnes, p. 283, ISBN 9780750698344 2011年4月2日閲覧。
3. ↑  Blackwell, Glenn R. (2000), The electronic packaging handbook, 5.18: CRC Press, ISBN 9780849385919 2011年4月2日閲覧。
4. ↑  “Gerber Scientific Instrument Company Records, 1911-1998”. 2013年4月5日閲覧。
5. ↑  Tanghe, Jean-Pierre. “Barco acquires Gerber Systems Corp”. Barco.com.   Barco NV. 2011年11月26日閲覧。
6. ↑  “A short History of Electronic Data Formats”. Printed Circuits Design and Fab (2011年6月28日). 2011年10月15日閲覧。
7. ↑  “New Gerber Format Specification free at www.ucamco.com”. ucamco.com (2012年1月27日). 2013年2月15日閲覧。
8. 1 2  “Revision I1 of the Gerber Format Specification is now online”. ucamco.com (2013年2月19日). 2013年2月15日閲覧。
9. 1 2 3  “Gerber File Format Specification Rev. J2”.   Ucamco (2014年6月). 2014年7月6日閲覧。
10. 1 2 3 4  “Elephantech/ガーバーファイルとは・ガーバーの歴史と未来：成り立ちと次世代のファイル形式”. 2024年12月23日閲覧。
11. ↑  EIA Standard RS-274-D：Electronic Industries AssociationのEngineering部門により発行。所在地は2001 Eye Street, NW, Washington, D.C. 200006。最新版は1979年2月に発行。
12. ↑  “marutsu/プリント基板の製造サービスに関するご質問にお答えします。Q：ガーバーデータってなんですか？”. 2024年12月23日閲覧。
13. ↑  Steve DiBartolomeo (1991年). “D-codes, Apertures and Gerber Files”.   Artwork Conversion Software, Inc.. 2011年10月16日閲覧。
14. ↑  “The RS-274X Format” (PDF).   Ucamco (2010年12月). 2011年3月31日閲覧。
15. ↑  Karel Tavernier (2011/2Q). “Improving CAD to CAM Data Transfer: A Practical Approach”. Journal of the HKPCA. 2011年10月2日閲覧。 “Use of RS-274-D: Do not use it.”
16. ↑  Sinclair, Ian Robertson; Dunton, John (January 11, 2007), Practical electronics handbook, Elsevier, p. 543, ISBN 9780750680714 2011年4月2日閲覧。
17. 1 2  Tavernier, Karel (2013年11月). “Painting Pads”. PCB Design Magazine. 2013年11月23日閲覧。
18. ↑  “Gerber version 2 intro movie”.   Ucamco. 2014年11月20日閲覧。
19. ↑  “Gerber X2: New Paradigm in CAD-to-CAM Communication”. Ucamco.   PCB007. 2014年6月13日閲覧。
20. ↑  Coombs, Clyde F. (September 2, 2007), Printed circuits handbook, McGraw-Hill Professional, pp. 18.11, ISBN 9780071467346 2011年4月3日閲覧。
21. ↑  “Ucamco announce a revision of the industry standard RS-274X Format Specification”. ucamco.com (2010年12月9日). 2013年2月15日閲覧。
22. ↑  “New Gerber Format Specification free at www.ucamco.com”. ucamco.com (2012年1月27日). 2013年2月15日閲覧。
23. ↑  “Ucamco Offers Latest Gerber Format Specification”. ucamco.com (2013年2月19日). 2013年2月15日閲覧。
24. ↑  “Ucamco's Revised Gerber Format Specification Now Online”. ucamco.com (2013年2月19日). 2013年2月15日閲覧。
25. ↑  “Ucamco Enhances Gerber File Format Specification”. ucamco.com (2013年11月22日). 2013年11月22日閲覧。
26. ↑  “Gerber Grows Attributes”.   Printed Circuit Design & Fab (2013年8月). 2012年9月5日閲覧。